# En avant, jeunesse !
Pour plus de détails, voir Fiche technique et Distribution.
En avant, jeunesse ! (Juventude Em Marcha) est un film portugais réalisé par Pedro Costa, sorti en 2006. Il fait partie de la sélection officielle au Festival de Cannes 2006.

## Fiche technique
- Titre original : Juventude Em Marcha
- Titre français : En avant, jeunesse !
- Réalisation : Pedro Costa
- Scénario : Pedro Costa
- Pays d'origine : Portugal
- Format : Couleurs - 35 mm - Dolby
- Genre : drame
- Durée : 155 minutes
- Date de sortie :
  - 26 mai 2006 :  France (Festival de Cannes 2006)

## Distribution
- Ventura : Ventura
- Vanda Duarte : Vanda
- Isabel Cardoso : Clotilde
- Alberto 'Lento' Barros : Lento